# Calycomyza obscura
Calycomyza obscura är en tvåvingeart som beskrevs av Spencer 1973. Calycomyza obscura ingår i släktet Calycomyza och familjen minerarflugor. Inga underarter finns listade i Catalogue of Life.